# Li Xiaoran

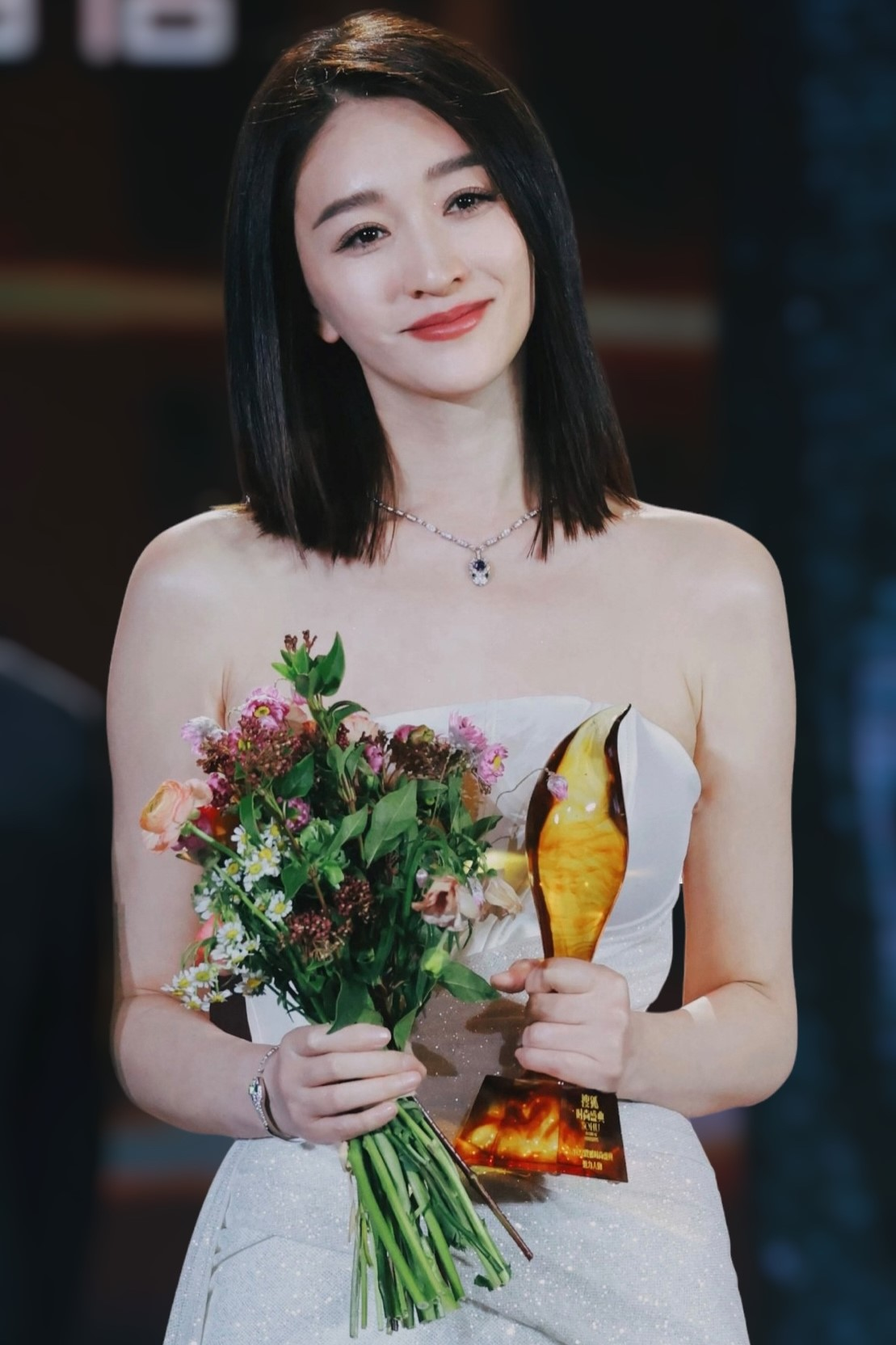
Li Xiaoran, 2023

Li Xiaoran (chinesisch 李小冉, Pinyin Lǐ Xiǎorǎn; * 8. Mai 1978 in Peking) ist eine chinesische Schauspielerin.

## Leben und Werk
Li Xiaoran startete ihre Karriere als Tänzerin der Beijing Dance Academy, arbeitete anschließend als Fotomodell und posierte in diversen Fotoshootings für chinesische Zeitschriften. Anschließend nutzte sie ihren Bekanntheitsgrad, wechselte zur Schauspielerei und nahm erste kleinere Rollen in nationalen Fernsehproduktionen war. Auftritte in populären Fernsehserien und Seifenopern folgten, die sie landesweit populär werden ließen.
Im Jahr 2005 spielte sie erstmals in einer internationalen Filmproduktion, in Dai Sijies Die Töchter des chinesischen Gärtners, an der Seite von Mylène Jampanoï die Hauptrolle.